# Otto Heinrich Warburg
Otto Heinrich Warburg (Friburgo de Brisgovia, 8 de octubre de 1883-Berlín, 1 de agosto de 1970) fue un fisiólogo alemán. En 1931 fue galardonado con el Premio Nobel de Fisiología o Medicina por su «descubrimiento de la naturaleza y el modo de acción de la enzima respiratoria».

## Biografía
Su padre, el físico Emil Warburg, era presidente del Instituto Imperial de Física. Otto estudió química con Emil Fischer y obtuvo el título de doctor en química en Berlín en 1906. Entonces estudió con von Krehl y se doctoró en medicina (Heidelberg) en 1911. Sirvió en la Guardia de Caballería prusiana durante la Primera Guerra Mundial.[cita requerida]
En 1918 fue designado profesor en el Instituto Kaiser Wilhelm para biología de Berlín-Dahlem. Desde 1931 fue director del Instituto Kaiser Wilhelm para la fisiología celular. Allí recibió una donación de la Fundación Rockefeller a la Sociedad Kaiser Wilhelm, fundada el año anterior.[cita requerida]
Las tempranas investigaciones de Warburg con Fischer se desarrollaron en el campo de los polipéptidos. En Heidelberg, trabajó sobre el proceso de oxidación. Su interés especial en la investigación de procesos vitales por métodos físicos y químicos condujo a intentos de relacionar estos procesos con fenómenos del mundo inorgánico. Sus métodos implicaron estudios detallados sobre la asimilación del dióxido de carbono en plantas, el metabolismo de tumores y el componente químico del oxígeno que transfiere el fermento respiratorio. Warburg nunca fue profesor, y estuvo siempre agradecido por la oportunidad de dedicar todo su tiempo a la investigación científica. Sus investigaciones posteriores en el Instituto Kaiser Wilhelm han conducido al descubrimiento de que las flavinas y la nicotinamida eran grupos activos de las enzimas que transfieren hidrógeno.
En 1931 fue galardonado con el Premio Nobel de Fisiología o Medicina por su «descubrimiento de la naturaleza y el modo de acción de la enzima respiratoria».
Entre 1931 y 1953, fue director del Instituto Kaiser Wilhelm (actual Instituto Max Planck) de fisiología celular en Berlín. Investigó el metabolismo de los tumores y la respiración celular, particularmente de las células cancerosas. Escribió y editó El metabolismo de los tumores (1931) y Nuevos métodos de fisiología celular (1962).[cita requerida]
Warburg escribió en 1968: «pronto recibiré un segundo premio Nobel, porque de aquí a dos o tres años habré solucionado el problema del cáncer». En 1944, Warburg fue nominado para un segundo Premio Nobel en fisiología por Albert Szent-Györgyi, por su trabajo sobre la nicotinamida, el mecanismo de las enzimas de la fermentación y el descubrimiento de la flavina (en enzimas amarillas). Algunos autores han formulado la hipótesis de que la concesión del premio Nobel fue impedido por el régimen de Adolf Hitler, que había publicado un decreto en 1937 que impedía a los alemanes aceptar premios Nobel. Sin embargo, según la Fundación Nobel, este rumor no es cierto, ya que, aunque fue considerado candidato, no fue seleccionado para el premio.
El trabajo combinado de Warburg en fisiología de las plantas, metabolismo celular y oncología le hizo una figura central en el desarrollo posterior de la biología de sistemas. Trabajó con Dean Burk en fotosíntesis y descubrió la reacción del I-quantum que libera el CO2, activada por la respiración.
Otto Warburg fue miembro extranjero de la Royal Society de Londres (1934) y miembro de las Academias de Berlín, Halle, Copenhague, Roma e India. Le otorgaron l'Ordre pour le Mérite y la Gran Cruz de la República Federal de Alemania. En 1965 fue nombrado doctor honoris causa por la Universidad de Oxford. [cita requerida]
Permaneció soltero hasta su muerte. Estuvo interesado en el deporte equino como pasatiempo.[cita requerida]

## Publicaciones
Además de muchas publicaciones de una naturaleza menor, Warburg es el autor de:
- 1911. Über die Rolle des Eisens in der Atmung des Seeigeleis nebst Bemerkungen über einige durch Eisen beschleunigte Oxydationen m. Abb. (Sitzungsber. Heidelberger Akad. Wiss. math.-nat. Kl B Heidelberg, 1911) (Del rol del hierro en la respiración del "Urchin Egg marino" y comentarios sobre algunas oxidaciones aceleradas por hierro. Proc. Heidelberg Academy of Sciences Heidelberg
- 1926. Stoffwechsel der Tumoren (Metabolismo de los tumores)
- 1928. Katalytische Wirkungen der lebendigen Substanz (Efectos catalíticos de la sustancia viviente)
- 1946. Schwermetalle als Wirkungsgruppen von Fermenten (Grupos prostéticos de metales pesados y el control enzimático)
- 1947. Ideen zur Fermentchemie der Tumoren (Abh. der Deutschen Akad. der Wissenschaften zu Berlin. Math-naturwissenschaft. Kl 1947, Berlín 1947) (Tesis sobre la química enzimática de tumores, Proc. German Academy of Sciences, Berlin, mathematical-scientific ?, Berlín
- 1948. Wasserstoffübertragende Fermente. Berlín, Saenger 1948) (Enzimas hidrógeno-transferentes)
- 1951. Wasserstoffubertragende Fermente
- 1955. Mecanismo de la fotosíntesis
- 1955. Entstehung der Krebszellen (Formación de células cancerosas)
- 1962. Weiterentwicklung der zellphysiologischen Methoden: angewandt auf Krebs, Photosynthese und Wirkungsweise der Röntgenstrahlung: Arbeiten aus den Jahren 1945-1961. Thieme, Stuttgart 1962 (Otros desarrollos de métodos en fisiología celular aplicados al cáncer, fotosíntesis y efectos de la radiación por rayos X), textos en alemán e inglés.